# Jon Stevens
Jon Stevens (Upper Hutt, 8 ottobre 1961) è un cantante neozelandese noto prevalentemente per la sua militanza nella band The Dead Daisies.

## Biografia
Stevens è nato a Upper Hutt, in Nuova Zelanda, ed è di origine scozzese e Māori.  Formò la sua prima band già ai tempi in cui frequentava l'Heretaunga College, ma la sua carriera da professionista è iniziata nel 1983, quando formò la band The Change. Negli anni successivi, alla band furono aggiunti altri membri prima che fosse rinominata Noiseworks nel 1986.
Nel 1993 firmò con la Columbia Records e pubblicò il suo terzo album da solista, Are U Satisfaction, che raggiunse la posizione numero 27 nella classifica ARIA. Nel 1994, Stevens registrò Don't Knock My Love con Kate Ceberano per il suo album Kate Ceberano and Friends; nel 2000 scrisse la canzone ufficiale delle Olimpiadi di Sydney.
Dal 2000 al 2003 è stato il frontman della rock band australiana INXS, dopo la morte del loro cantante Michael Hutchence. Stevens è stato in tour con la band per un anno prima di essere ufficialmente annunciato come cantante nel marzo 2002, prima di un tour di 40 città negli Stati Uniti.
Nel 2012, ha formato i Dead Daisies con il chitarrista David Lowy, dei Red Phoenix. I due sono stati presentati dal cantante David Eugene Edwards. Il primo singolo della band è stato Lock N Load con  la collaborazione del chitarrista dei Guns N' Roses Slash, che è stato pubblicato nell'aprile 2013. L'album di debutto della band è stato pubblicato nell'agosto 2013. Nell'aprile 2015, la band ha annunciato che Stevens non era più un membro del gruppo.

## Discografia

### Solista

#### Album in studio
- 1993 - Are You Satisfied?
- 1996 - Circle
- 2004 - Ain't No Life for the Faint Hearted
- 2011 - Changing Times
- 2017 - Starlight

#### Singoli
- 1979 - Jezebel
- 1979 - Montego Bay
- 1980 - Don't Let Love Go
- 1980 - Working Class Game
- 1982 - Running Away
- 1983 - Going Down
- 1983 - Everything is All Right
- 1997 - Two Tribes
- 2000 - Carry the Flame
- 2004 - See You Round
- 2011 - Just a Man
- 2017 - Feel Like Let Go
- 2018 - Rain Down On Me

#### Raccolte
- 2015 - Greatest Hits Acoustic
- 2017 - The Best of Acoustic
- 2018 - Hold On

### Con i Dead Daisies
- 2013 - The Dead Daisies

### INXS
- 2005 - INXS: Live At Barker Hangar

### Collaborazioni
- 2013 - The Essencial 3.0 - John Farnam
- 2014 - Hindsite - Jimmy Barnes